# گامبوزیا
گامبوزیا ((نام علمی: Gambusia)) نام سرده‌ای از ماهیان آب شیرین کوچک است. ماهی‌های لارو خوار مهمترین عامل کنترل بیولوژیک پشه‌هایی نظیر کولکس و آنوفل اند .
این سرده را بر اساس نام انگلیسی آن پشه‌ماهی نیز نامیده‌اند ولی پشه‌ماهی گونه‌ای گامبوزیا است با نام علمی (G. affinis). سردهٔ گامبوزیا متعلق به خانواده پشه‌ماهیان (Poeciliida) از راسته کپوردندان‌ماهی‌شکلان (Cyprinodontiformes) بوده و بومی مناطق گرمسیری و نیمه گرمسیری آمریکا با محدودهٔ دمایی ۳۵-۱۵ درجه سانتی‌گراد می‌باشد. گمبیوزا از ایالت‌های جنوبی آمریکا برای مبارزه با پشه مالاریا (آنوفل) به اروپا و سایر نقاط دنیا معرفی شده است. امروزه این ماهی در جنوب فرانسه، اسپانیا، بالکان و ایتالیا به فراوانی منتشر شده است. این جنس حدود ۴۳ گونه دارد که دو گونه (G. holbrooki) و پشه‌ماهی (G. affinis) به سایر نقاط جهان از جمله ایران معرفی شده‌اند. به طور کلی ماهی لارو خوار گمبیوزا در آب‌های بخش وسیعی از کشور وجود دارد و قادر به تحمل درجات بالای حرارتی، سختی آب، کلرورها، املاح و آلودگی آب می‌باشد.
بدن این ماهی به رنگ زیتونی روشن، دهان فوقانی و بدون سبیلک، فلس‌ها نسبتاً بزرگ، دارای یک باله پشتی، یک باله مخرجی، یک جفت باله شکمی در موقعیت تحتانی، یک جفت باله سینه‌ای در موقعیت سینه‌ای، باله دمی گرد و لکه‌های تیره رنگ بر روی بدن می‌باشد. در جنس نر باله مخرجی تغییر شکل یافته و به اندام تولید مثلی تبدیل شده است. به این ترتیب که شعاع‌های ۵-۳ این باله تشکیل پای‌تناسلی یا گنوپودیوم را داده است.
دوره تولید مثل این ماهی در طبیعت از اردیبهشت تا شهریور می‌باشد. تقریباً ۳۰ روز پس از جفت گیری ماهیان ماده ۸۰-۱۰ بچه به دنیا می‌آورند. هماوری آن در یک دوره تولید مثلی تا حدود ۱۶۰ عدد تخمک می‌باشد. از آنجایی که اسپرماتوزوئیدهای ماهی نر در مجرای تخم‌بر ماده محافظت می‌شوند، ماده قادر است بدون جفت‌گیری تا مدت‌ها تولیدمثل نماید. اندازه ماهی ماده حداکثر تا ۶۰ میلی‌متر و نر در اندازه کوچک‌تر و تا ۴۰ میلیمتر می‌رسد.